# Sestrica
Sestrica – gmina w Hiszpanii, w prowincji Saragossa, w Aragonii, o powierzchni 40,88 km². W 2011 roku gmina liczyła 390 mieszkańców.